# StarDict

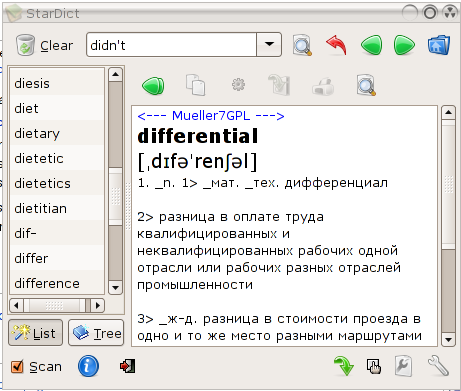
StarDict

StarDict – słownik referencyjny obsługujący wiele źródeł (słowników), zarówno sieciowych, jak i lokalnych. 
Słownik posiadał bardzo wygodną funkcję przechwytywania i automatycznego tłumaczenia pojedynczych słów danego tekstu. 
Po zainstalowaniu odpowiedniej wtyczki program wzbogacał się o możliwość odtwarzania poprawnej wymowy wyszukiwanych wyrazów (dla bazy angielskiej).
StarDict nie ograniczał się ponadto jedynie do tłumaczenia angielsko-angielskiego. Na stronie domowej projektu dostępne były źródła oferujące dwujęzykowe bazy haseł.

## Kontrowersje
StarDict został usunięty w 2011 r. z serwisu SourceForge w związku z naruszeniami praw autorskich do używanych w programie słowników. Projekt został wstępnie przeniesiony do Google code archive, ale stamtąd też został usunięty.

## Nowe wersje
Aktualnie rozwijanym następcą StarDict jest GoldenDict.